# Globorotaliidae
Globorotaliidae es una familia de foraminíferos planctónicos de la superfamilia Globorotalioidea, del suborden Globigerinina y del orden Globigerinida. Su rango cronoestratigráfico abarca desde el Ypresiense (Eoceno inferior) hasta la actualidad.

## Discusión
Clasificaciones posteriores han incluido Globorotaliidae en la superfamilia Globigerinoidea.

## Clasificación
Globorotaliidae incluye a los siguientes géneros:
- Astrorotalia †, también considerado en la familia Planorotalitidae
- Berggrenia
- Clavatorella
- Fohsella †
- Globoconella
- Globorotalia
- Hirsutella
- Jenkinsella †
- Menardella
- Neoacarinina †, también considerado en la familia Neoacarininidae
- Neogloboquadrina
- Paragloborotalia †
- Planorotalites †, también considerado en la familia Planorotalitidae
- Pseudoglobigerinella †, también considerado en la familia Eoglobigerinidae
- Truncorotalia
- Turborotalia †

Otros géneros considerados en Globorotaliidae son:
- Blowellus, considerado nomen nudum
- Deshayesulus, considerado nomen nudum
- Falsella, considerado nomen nudum
- Gallerius, considerado nomen nudum
- Obandyella, propuesto como nombre sustituto de Hirsutella
- Planorotalia, aceptado como Globorotalia